# Voodoo Glow Skulls
Voodoo Glow Skulls es una banda ska punk/skacore, con elementos de la música mexicana. Se formó en 1988 en Riverside, California (EE. UU.) por los hermanos Frank, Eddie y Jorge Casillas, junto a su a amigo Jerry O'Neill, Ruben Durazo y Eric Fazzini. En 2017 Frank anunció su retirada de la banda tras casi 30 años como vocalista de la misma.
Voodoo Glow Skulls fue formado en 1988 por Eddie Casillas, Jorge Casillas, Jerry O'neill y Frank Casillas. Después de algunos años de shows en fiestas en el patio trasero, demos de casetes, singles de 7 "y primeros conciertos en clubes, lanzaron su álbum debut" Who is, this is? " para Dr. Strange records en 1993, atrayendo la atención de Brett Gurewitz, propietario de Epitaph records. Luego, la banda firmó con Epitaph Records y lanzó cuatro álbumes, comenzando en 1995 con "Firme", su álbum más exitoso hasta la fecha, seguido de "Baile de los Locos", "Band Geek Mafia" y "Symbolic".
La banda ha aparecido en varios de los lanzamientos de Punk-O-Rama de Epitaph y ha aparecido música en videojuegos, televisión y películas.
La canción "Shoot the Moon" del álbum Firme de la banda se usó en Pauly Shoremovie Bio-Dome y la versión de la banda de "Used to Love Her" (originalmente escrita y grabada por Guns N 'Roses) se incluye en Mr. & Banda sonora de la Sra. Smith.
En 2002, Voodoo Glow Skulls firmó con Victory Records. La banda lanzó tres álbumes con el sello Victory y continuó de gira.
El 18 de enero de 2012, la banda lanzó su noveno álbum de producción propia, Break the Spell, a través de Smelvis Records.
En junio de 2017, Frank Casillas anunció su retiro de la banda y fue reemplazado por Efrem Schulz. 
La banda continúa escribiendo música y todavía está actuando y girando.

## Integrantes
- Eddie Casillas – Guitarra
- Jorge Casillas – Bajo
- A.J. Condosta – Batería
- Eric Fazzini (SKAzzini) – Saxofón
- José Pazsoldan – Trombón
- Efrem Schulz - Voz solista

### Antiguos miembros
- Frank Casillas - Voz solista
- Jerry O'Neill - Batería
- Chris Dalley - Batería
- Vince Sollecito - Batería
- Brodie Johnson - Trombón
- Joe McNally - Trompeta
- Joey Hernandez - Saxofón
- Mason Ball - Trompeta
- Gabriel Dunn - Trompeta
- James Hernandez - Saxofón
- Dan Albert - Trombón
- Mark Bush - Trompeta

## Discografía

### Álbumes de estudio
- Who Is, This Is? - 1993 Dr. Strange Records
- Firme - 1995 Epitaph Records
- Firme (en Español) - 1996 Epitaph Records
- Baile de Los Locos - 1997 Epitaph Records
- The Band Geek Mafia - 1998 Epitaph Records
- Symbolic - 2000 Epitaph Records
- Steady as She Goes - 2002 Victory Records
- Adicción, Tradición, Revolución - 2004 Victory Records
- Southern California Street Music - 2007 Victory Records
- Break The Spell - 2012 Smelvis Records

### EP
- The Old of Tomorrow 7" EP - 1990 Goon Records & Drapes
- Rasta Mis Huevos 7" EP - 1992 Signal Sound System Records
- We're Coloring Fun 12" EP - 1993 Signal Sound Systems Records
- Dogpile! 7" EP - 1993 Dr. Strange Records
- Land of Misfit Toys 7" EP - 1995 Dr. Strange Records

### Compilaciones
- The Potty Training Years - 1993 Signal Sound Systems Records
- Éxitos Al Cabron - 1999 Grita Records
- The Potty Training Years 1988-1992 - 2000 El Pocho Loco Records